# Jörn Marcussen-Wulff

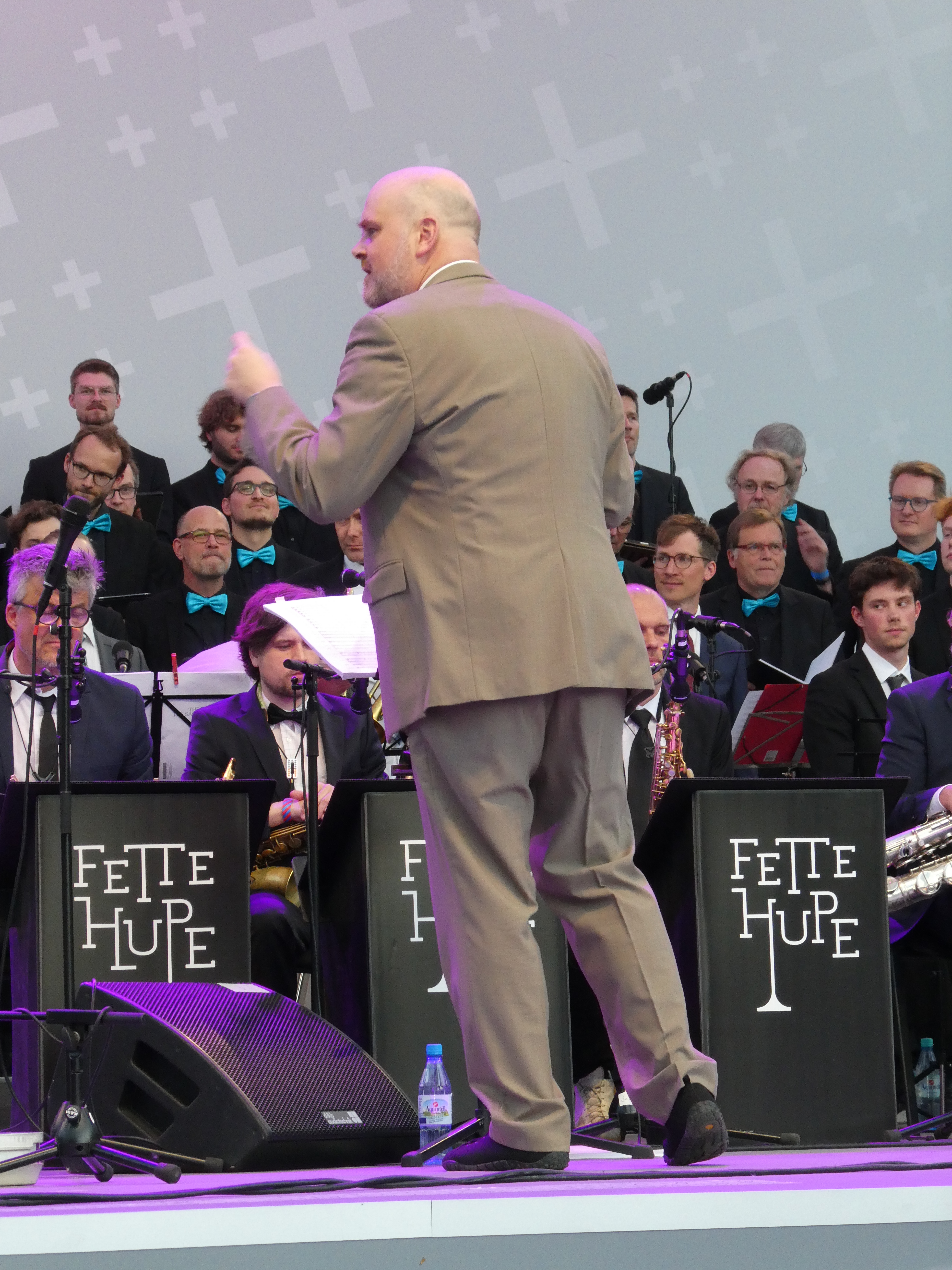
Jörn Marcussen-Wulff leitet die Bigband Fette Hupe und das Junge Vokalensemble Hannover bei einem gemeinsamen Konzert auf dem Evangelischen Kirchentag 2025 in Hannover

Jörn Marcussen-Wulff (* 1981 in Laboe) ist ein deutscher Komponist, Arrangeur, Posaunist und Dirigent sowie Hochschuldozent aus Hannover.

## Leben
Marcussen-Wulff studierte Musik auf Lehramt und Jazz-Posaune in Hannover und Luzern bei Ed Kröger und Nils Wogram, außerdem Jazz-Komposition an der Musikhochschule Mannheim bei Jürgen Friedrich. Von 2001 bis 2006 war er Mitglied des Landesjugendjazzorchester Schleswig-Holstein und 2004 bis 2006 Mitglied des Bundesjugendjazzorchester. Zwischen 2002 und 2004 sang er als Tenor in der von ihm mitbegründeten A-cappella-Gruppe Fünf vor der Ehe.
2009 gründete er zusammen mit Timo Warnecke die Big Band Fette Hupe in Hannover und veröffentlichte u. a. das Album Godchild (2015) mit eigenen Kompositionen. Fette Hupe ist eine der wenigen professionellen Bigbands Deutschlands, die nicht zu einer Rundfunkanstalt gehören. Mit seiner Band JMW Quintett veröffentlichte er 2009 das Album "Morphing" auf dem Label Konnex. 2013 wurde er zu dem Metropole Orkest Arrangers Workshop mit Richard Bona und Vince Mendoza eingeladen. 2018 war er als Arrangeur beteiligt an dem Metropole Orkest Album "If You Really Want", welches für einen Grammy nominiert wurde.
Marcussen-Wulff lehrt als Dozent für Bigbandleitung, Komposition und Arrangement an der Hochschule für Musik und Theater München und an der Hochschule für Musik, Theater und Medien Hannover. Außerdem arbeitet er als Komponist, Arrangeur und Musiker mit Ensembles wie der NDR Bigband, dem Metropole Orkest, dem Cologne Contemporary Jazz Orchestra, dem Subway Jazz Orchestra und der Spielvereinigung Süd. Mit verschiedenen Projekten spielt er auf internationalen Jazzfestivals, wie dem Schaffhauser Jazzfestival, Jazz Festival Zürich, Jazzfest Ljubliana, JazzBaltica, Jazzfestival Coimbra oder Cairo Jazzfestival.
Er ist 1. Vorsitzender im Vorstand der Jazzmusikerinitiative Hannover und organisiert u. a. die Jazzwoche Hannover mit.

## Auszeichnungen
- 2009: Finalist des "Future Sounds" Nachwuchspreis der Leverkusener Jazztage (mit JMW Quintett)[12]
- 2010: Finalist des Kompositionswettbewerbs „Jazzpositions 2010“ des Hessischen Rundfunks
- 2011: Kompositionsstipendium des Landes Niedersachsen
- 2013: Kompositionsstipendium des Landes Niedersachsen
- 2013: Jazzförderpreis des Kulturforum Schleswig-Holstein

Quellen:

## Diskografie
- 2009: Morphing – JMW Quintett (Konnex Records)
- 2011: EMJO – Live in Coimbra – European Movement Jazz Orchestra (Clean Feed Records)
- 2015: Godchild – Fette Hupe & Jörn Marcussen-Wulff (Unit Records)
- 2016: Duke Ellington: Sacred Concerts – Fette Hupe & Junges Vokalensemble Hannover (Rondeau Productions)
- 2019: In the Tradition – Fette Hupe
- 2020: Modern Tradition – Fette Hupe (Berthold Records)